# Trimma fraena
Trimma fraena е вид бодлоперка от семейство Попчеви (Gobiidae). Видът не е застрашен от изчезване.

## Разпространение и местообитание
Разпространен е в Британска индоокеанска територия (Чагос), Индонезия (Бали), Коморски острови и Малдиви.
Обитава морета и рифове.